# Ханзен, Рольф
Рольф Ха́нзен (нем. Rolf Hansen; 12 декабря 1904, Ильменау, Тюрингия, Германская империя — 3 декабря 1990, Мюнхен, ФРГ) — немецкий актёр, кинорежиссёр

, сценарист, кинопродюсер.

## Биография
После окончания школы изучал право в Мюнхенском университете, но увлёкшись театром, бросил учёбу. В 1927—1932 годах выступал на театральных сценах в Веймаре, Штутгарте, Кёльне и Вуппертале, но из-за серьёзной автомобильной аварии дальше заниматься актёрской карьерой не смог.
В 1933 году начал свою карьеру в кино в качестве ассистента режиссёра Ханса Берендта на фильме «Свадьба на Вольфгангзе». По завершении съёмок перешёл на фирму Карла Фрёлиха, где работал ассистентом продюсера и режиссёра. Его режиссёрским дебютом стал первый немецкий цветной фильм «Мушка» (1936) по повести Альфреда де Мюссе и сценарию Карла Фрёлиха. Главные роли в этом 40-минутном фильме исполнили Лиль Даговер и Вольфганг Либенайнер.
Другими самостоятельными режиссёрскими работами Ханзена стали кинокомедия «Габриэле один, два, три» (1937, с Марианной Хоппе и Густавом Фрёлихом) и веселая любовная история «Лето, солнце, Эрика» (1939, с Карин Хардт и Паулем Клингером). В период между этими двумя фильмами он снял фильм о браке «Жизнь может быть такой красивой» (1938, с Ильзой Вернер и Руди Годденом), который был запрещён цензурой из-за слишком реалистичного изображения нехватки жилья.
До 1941 года Рольф Ханзен также продолжал работать ассистентом Карла Фрёлиха. В 1942 году по своему сценарию снял пропагандистский фильм «Великая любовь», ставший самым успешным фильмом Третьего рейха: его посмотрели около 28 миллионов зрителей, а сборы составили 9 млн. рейхсмарок при бюджете в 3 млн. Большую роль в популярности картины сыграли исполненные Царой Леандер песни на слова Бруно Бальца.
В 1950 году Рольф Ханзен основал в Мюнхене свою собственную производственную фирму. В горной драме «Фён» попытался развить успех горных фильмов Арнольда Фанка, но потерпел неудачу. Затем посвятил себя очень популярному жанру медицинских фильмов – «Доктор Холь» (1951), «Последний рецепт» (1952), «Великое искушение» (1951) и «Зауэрбрух — Это была моя жизнь» (1954).
До 1961 года поставил ещё шесть фильмов, в том числе мелодраму «Дьявол в шёлке» (1955) и экранизацию романа Льва Толстого «Воскресение». Его последним фильмом стала приключенческая кинолента «Паж Густава Адольфа» с Лизелоттой Пульвер и Курдом Юргенсом.
Умер 3 декабря 1990 года в Мюнхене.

## Избранная фильмография

### Режиссёр
- 1936 — Das Schönheitsfleckchen (короткометражный)
- 1937 — Gabriele: eins, zwei, drei
- 1938 — Das Leben kann so schön sein
- 1940 — Sommer, Sonne, Erika
- 1941 — Der Weg ins Freie
- 1942 — Великая любовь / Die große Liebe
- 1943 — Damals
- 1949 — Vagabunden
- 1950 — Mathilde Möhring
- 1950 — Föhn
- 1951 — Dr. Holl
- 1952 — Das letzte Rezept
- 1952 — Die große Versuchung
- 1954 — Sauerbruch — Das war mein Leben
- 1955 — Geliebte Feindin
- 1956 — Teufel in Seide
- 1957 — Die Letzten werden die Ersten sein
- 1957 — …und führe uns nicht in Versuchung
- 1958 — Auferstehung
- 1960 — Gustav Adolfs Page

### Сценарист
- 1941 — Der Weg ins Freie
- 1942 — Великая любовь / Die große Liebe
- 1943 — Damals
- 1949 — Vagabunden